# Mbatto (langue)
Pour les articles homonymes, voir M'Batto.
Le mbatto (ou mbato, m'batto) est une langue kwa parlée par les M'Battos en Côte d'Ivoire.

## Villages
Le mbatto est parlé par deux groupes dans ces villages :

### 1regroupe
| nom de village | nom natif (API)     | interprétation du toponyme          |
| -------------- | ------------------- | ----------------------------------- |
| Andoumbato     | ãdoba-dõ / õdoba-dõ | terre de Odoba                      |
| Ingrakon       | ola-dumẽ            | la rive de ?                        |
| Motobe         | m̥mlɔbɛ / mlɔbɛ      |                                     |
| Monga          | mõŋga               |                                     |
| Domolon        | ogola-po            | la concession du Gola = la capitale |
| Ngokro         | õŋgo-kro            | en agni : le paye de l'huile        |

### 2egroupe
| nom de village | nom natif (API)       | interprétation du toponyme |
| -------------- | --------------------- | -------------------------- |
| Akouré         | akwle / akwre         |                            |
| Datré          | lablɛ-gẽtẽ            | au bas du champ de ?       |
| Dgnézoumé      | ogẽ-dumẽ              | le rivage du champ         |
| Mbato-Bouaká   | obwake / obake / aake |                            |
| Akayata        | õkyijate              |                            |

## Phonologie
|                    | Labial    | Dental | Palatal   | Vélaire  | Labio-vel.    |
| ------------------ | --------- | ------ | --------- | -------- | ------------- |
| Fortis, non-voisée | p         | t      | c         | k        |               |
| Fortis, voisée     | (b)       | d      | ɟ [ɟ, dʒ] | g        | gb [g͡b]       |
| Lenis, voisée      | ɓ¹        |        | ʄ         | ɠ        | gɓ [g͡ɓ]       |
| Lenis sonantes     | ɓ² [ɓ, m] |        | j [j, ɲ]  |          | w [w, ŋʷ, ŋ͡m] |
| Fricatives         | f/(v)     | s/(z)  |           | h [x, h] |               |

|          | Orales   | Orales | Orales   | Nasales | Nasales  |
| -------- | -------- | ------ | -------- | ------- | -------- |
| Fermées  | i        |        | u        | ɪ̃       | ʊ̃        |
| Moyennes | e [e, ɪ] |        | o [o, ʊ] | ɪ̃       | ʊ̃        |
| Ouvertes | ɛ        | a      | ɔ        | ɛ̃       | ɔ̃ [ɔ̃, ã] |

Le mbatto n'a aucun phonème consonantique nasal, mais les voyelles nasales provoquent l'assimilation des sonantes [ɓ, l, j, w] afin qu'elles soient prononcées [m, n, ɲ, ŋʷ].
Les sons [b, v, z] sont marginaux et ne se trouvent que dans les mots empruntés.
Quant à les deux phonèmes bilabiaux implosifs, l'un se réalise [ɓ] en n'importe quel contexte en tant que lenis voisée, quoique l'autre est une sonante qui se réalise [m] en contexte nasal.
On trouve trois tons en mbatto, tous stables.

## Morphologie

### Préfixes nominaux
Les préfixes nominaux auraient d'autrefois fonctionné dans une système de classification nominale comme celle qui se trouvent dans d'autres langues nigéro-congolaises. En mbatto, les préfixes différencient des lexèmes homophones et des formes singuliers et pluriels.
Les quatre préfixes sont ó-, à-, ʊ̃́- et ʊ̃̀-, dont les deux derniers se réalisent aussi comme voyelles nasales, transcrites ɴ́- et ɴ̀-.
| Préfixe | Mbatto | Français |
| ó-      | óbū    | pierre   |
| à-      | àwɔ́    | chat     |
| ʊ̃́-, ɴ́-  | ɴ́nē    | igname   |
| ʊ̃̀-, ɴ̀-  | ʊ̃́mɛ̄    | cordes   |